# Uniwersytet Nauk Stosowanych w Offenburgu
Uniwersytet Nauk Stosowanych  (niem. Hochschule Offenburg) – niemiecki uniwersytet państwowy w Offenburgu  .
Uniwersytet współpracował z Uniwersytetem Warmińsko-Mazurskim w Olsztynie .